# Kaple Andělů Strážných (Vojnice)
Obecní kaple svatých Andělů Strážných (též kaple svatého Anděla Strážce) je sakrální stavbou ve Vojnicích v okrese Louny. Duchovní správou patří do římskokatolické farnosti Koštice nad Ohří.
Kaple pochází z období před rokem 1906. Je obdélná a má poloválcový závěr. Z lichoběžníkového štítu kaple vybíhá nízká zvonička. Uvnitř je kaple sklenuta valeně. Zařízení pochází z období výstavby kaple.